# Chris Holder
Chris Holder, född den 24 september 1987 i Sydney, Australien, är en australisk speedwayförare. Världsmästare i speedway 2012.

## Speedwaykarriär
Holder började tävla i den brittiska speedwayserien 2006, och blev snart en av världens ledande juniorer i sporten. Han började snart köra både i Sverige och Polen, samt blev tvåa i junior-VM 2008 bakom Emil Saifutdinov från Ryssland. Han fick ett genombrott under 2009, då han kunde matcha internationella förare i lag-VM, och är en av kandidaterna för att bli ordinarie till säsongen 2010 års Grand Prix.
Det blev en deltävlings-vinst i Cardiff 2010. Slutade som nr.8 i slutställningen och kvalificerade sig då till Grand Prix 2011.